# Asier Maeztu
Asier Maeztu Billelabeitia (* 14. Oktober 1977 in Donostia-San Sebastián) ist ein spanischer Radsporttrainer und ehemaliger  Bahn- und Straßenradrennfahrer.

## Sportliche Laufbahn
Asier Maeztu gewann bei den UCI-Bahn-Weltmeisterschaften 2004 in Melbourne die Bronzemedaille in der Mannschaftsverfolgung, gemeinsam mit Carlos Castaño Panadero, Sergi Escobar und Carlos Torrent. Bei den Olympischen Sommerspielen in Athen gewann der spanische Vierer in derselben Besetzung ebenfalls die Bronzemedaille in der Mannschaftsverfolgung. Im Jahr darauf wurde er zusammen mit Mikel Gaztañaga spanischer Meister im Madison, 2009 wiederholte er diesen Erfolg mit Martzel Elorriaga. In der Saison 2008 gewann er auf der Straße eine Etappe bei der Vuelta Ciclista Chiapas. Im selben Jahr startete er erneut bei Olympischen Spielen in der Mannschaftsverfolgung und belegte mit dem Vierer aus Escobar, David Muntaner und Antonio Miguel Rang sieben. 2011 wurde er baskischer Meister im Einzelzeitfahren. 2015 beendete er seine Radsportlaufbahn, nachdem er sich nicht für die Olympischen Spiele in Rio de Janeiro hatte qualifizieren können.

## Berufliches
Nach dem Ende seiner aktiven Radsportlaufbahn arbeitete Asier Maetzu für die Verkaufsabteilung eines Fahrradproduzenten und wurde 2016 Trainer des baskischen Bahnrad-Teams(Stand 2019).

## Erfolge

### Bahn
2004
- Olympische Spiele – Mannschaftsverfolgung (mit Carlos Castaño Panadero, Sergi Escobar und Carlos Torrent)
- Weltmeisterschaft – Mannschaftsverfolgung (mit Carlos Castaño Panadero, Sergi Escobar und Carlos Torrent)

2005
- Spanischer Meister – Zweier-Mannschaftsfahren (mit Mikel Gaztañaga)

2009
- Spanischer Meister – Zweier-Mannschaftsfahren (mit Martzel Elorriaga)

### Straße
2008
- eine Etappe Vuelta Ciclista Chiapas